# Japanschnäpper
Der Japanschnäpper (Cyanoptila cyanomelana, jap. 大瑠璃 Ōruri, wörtlich: „großer Azurblauer“), oft auch Blauschnäpper genannt, ist eine Singvogelart, die zur Familie der Fliegenschnäpper (Muscicapidae) gehört. Da eine ehemalige Unterart heute als eigene Art betrachtet wird und als Türkisblauschnäpper (Cyanoptila cumatilis) bezeichnet wird, wird der Japanschnäpper zur Unterscheidung auch Taigablauschnäpper genannt.
Zusammen mit dem Japanseidensänger und dem Japanischen Rotkehlchen bildet der Japanschnäpper das Trio der drei „berühmten Singvögel Japans“.

## Taxonomie
Die Art wurde 1829 von Coenraad Jacob Temminck als Muscicapa cyanomelana erstbeschrieben. Stand 2023 werden zwei Unterarten unterschieden:
- Cyanoptila cyanomelana cyanomelana
- Cyanoptila cyanomelana intermedia

## Beschreibung
Adulte Männchen haben rückenseitig ein intensiv blaues Gefieder, wohingegen die Bauchseite weiß ist. Hals, Kehle und Gesicht sind schwarz gefärbt. Bei noch jungen Männchen sind nur die Flügel blau und der Rumpf braun, wohingegen Weibchen komplett braun gefärbt sind.

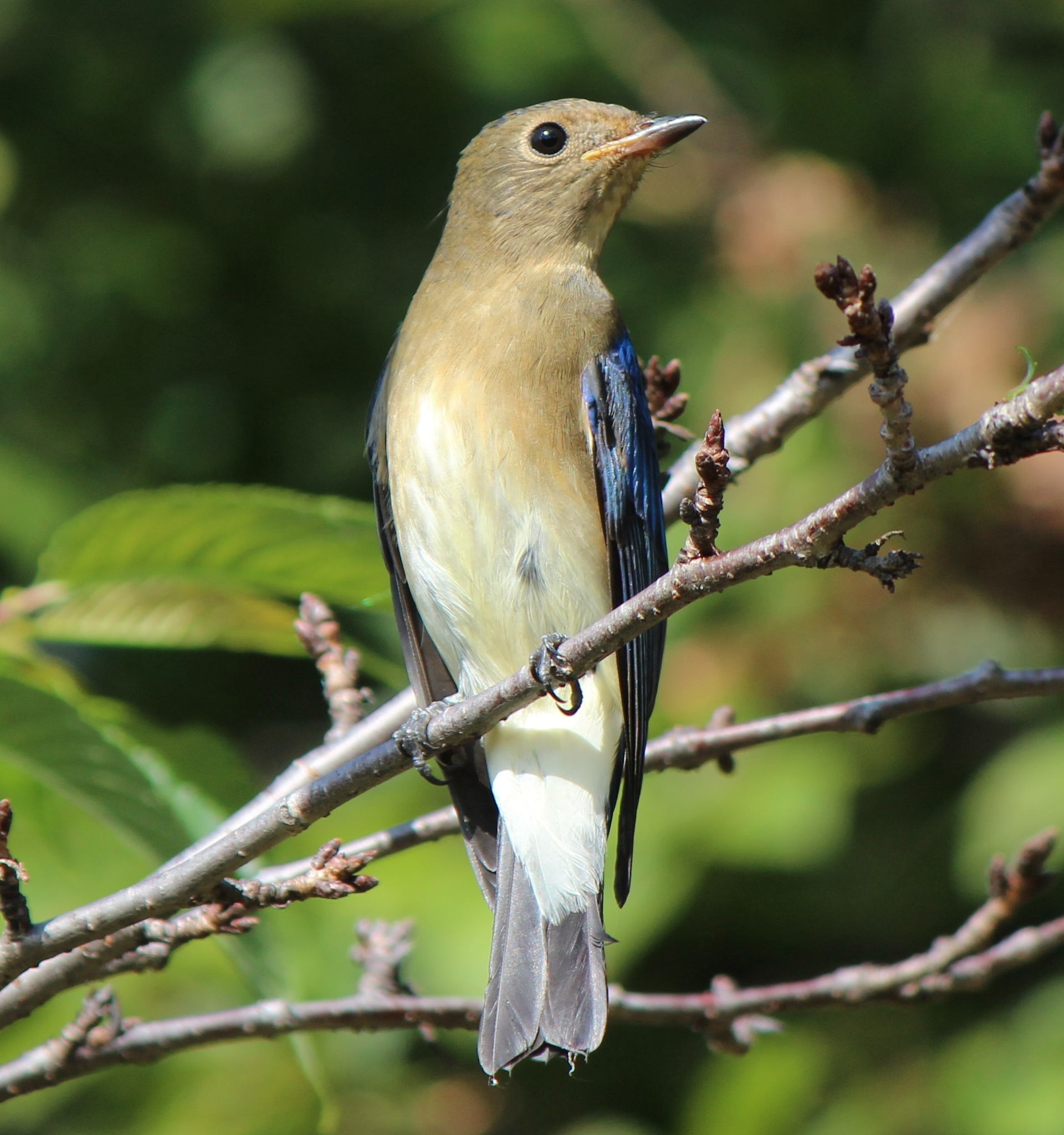
Juveniles Männchen
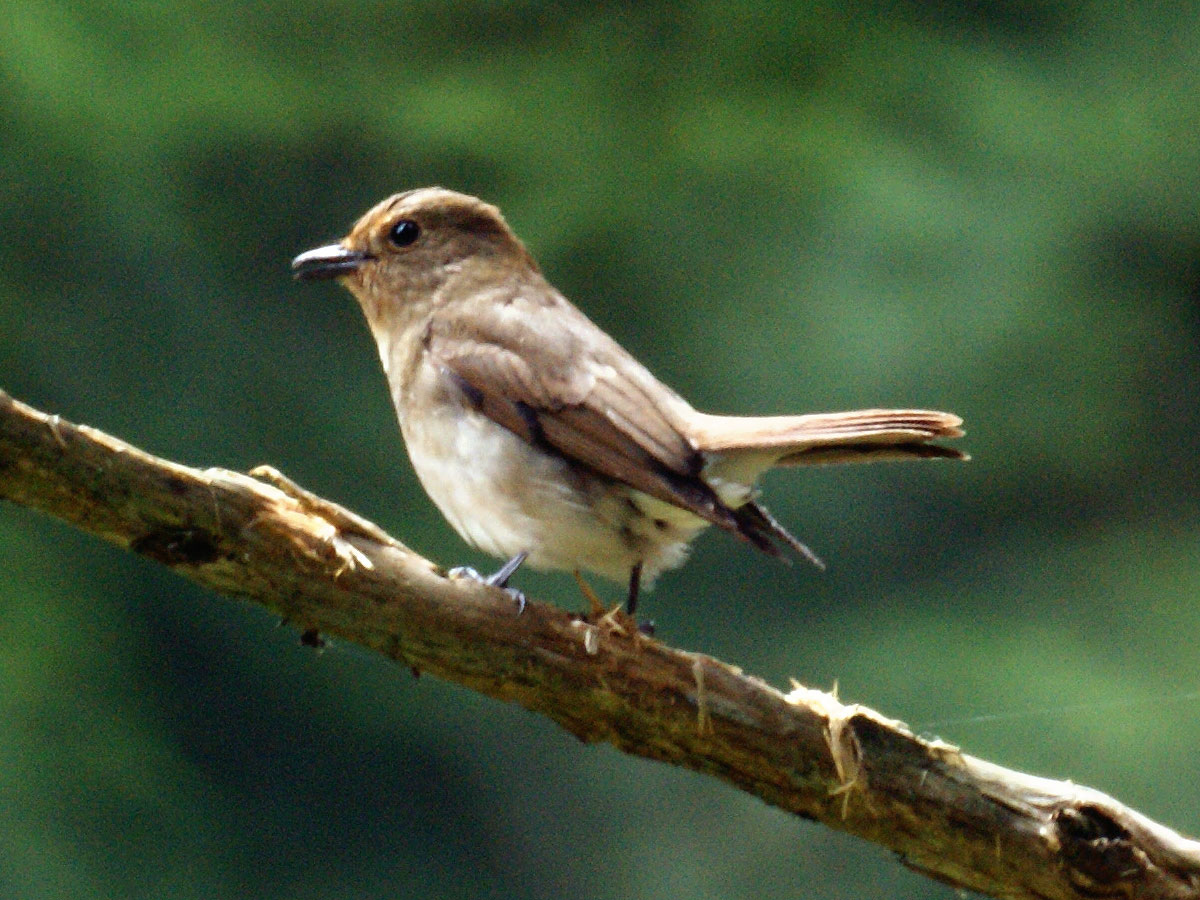
Weibchen

## Verbreitungsgebiet
Der Japanschnäpper ist ein Zugvogel, der in Japan, Korea und in den angrenzenden Gebieten im Nordosten Chinas und im Südosten von Russisch-Fernost brütet. Das Überwinterungsgebiet liegt in Südostasien, hauptsächlich im Gebiet von Vietnam, Kambodscha und dem Süden Thailands bis zu den Inseln Sumatra und Borneo.
Die IUCN stuft die Art aufgrund ihres großen Verbreitungsgebietes als nicht gefährdet (least concern) ein und den Populationstrend als stabil.